# Sofiane el Fasila
Harek Zoheir (1975 - 6 octobre 2007), également connu sous les noms de Sofiane El-Fasila, de Sofiane Fassila,et d'Abou Haidara, est un chef islamiste algérien, membre du Groupe salafiste pour la prédication et le combat (GSPC), devenu Al-Qaïda au Maghreb islamique le 25 janvier 2007. Il était considéré comme l'un des plus importants conseillers de l'"émir" du groupe, Abdelmalek Droukdel. Certaines sources le présentaient comme le no 2 du mouvement dans ce pays.
Né en 1975 à Sidi Daoud dans la région de Dellys, Harek Zoheir prend le maquis en 1994.  
En 2006, il est désigné par Abdelmalek Droukdel comme chef de la zone 2 dite zone centrale de l'espace d'opération du mouvement islamiste. L'année suivante, à la suite du rapprochement du groupe avec la nébuleuse terroriste Al-Qaïda et l'adoubement de Droukdel au rang d'« émir » d'Al-Qaïda au Maghreb islamique, Zoheir devient l'un de ses plus proches collaborateurs.
Impliqué dans de nombreuses affaires terroristes, Zoheir était réputé être le chef d'un réseau spécialisé dans le trafic d'armes, dont une cellule a été démantelée à Berriane en 2006. 
Harek Zoheir était présenté comme le cerveau des Attentats du 11 avril 2007 à Alger, perpétrés contre le Palais du gouvernement, au cœur de la capitale. Toutefois, certaines sources s'accordent pour dire que le véritable coordinateur des attaques était Sid Ali Rachid, également connu sous le nom d'Ali Dix, présenté comme le "conseiller militaire" de Droukdel. 
En juin 2007, la Cour de Boumerdès le condamne par contumace à 20 ans d'emprisonnement, puis à la prison à perpétuité pour de plusieurs affaires de terrorisme. 
Harek Zoheir est mort le 6 octobre 2007, tué au cours d'une opération de contreterrorisme menée par les forces de sécurité algériennes dans la région de Boghni, en Kabylie. Deux autres terroristes sont également tués au cours de l'opération. 